# N-(6-Aminohexyl)-5-chlor-1-naphthalinsulfonamid
N-(6-Aminohexyl)-5-chlor-1-naphthalinsulfonamid, kurz W-7 oder W7, ist eine organisch-chemische Verbindung, die sich vom Naphthalin ableitet. W7 ist ein Calmodulin-Antagonist, der in der Natur nicht vorkommt, aber für die Erforschung der Biochemie der Zellen Bedeutung besitzt. Er wurde 1978 zum ersten Mal synthetisiert. Die Substanz wird oft als Hydrochlorid verwendet.
W7 bindet Calcium innerhalb der Zellen von Eukaryoten (alle Tiere und Pflanzen außer Bakterien und Archaeen), transportiert es aus den Zellen und verhindert damit die Bildung des Calcium-Calmodulin(CaM)-Komplexes, der im Metabolismus zur Aktivierung vieler Enzyme notwendig ist. W7 und ähnlich wirkende Stoffe werden deswegen als Calmodulin-Antagonisten bezeichnet, die bei höheren Konzentration sogar die Zellteilung verhindern können.

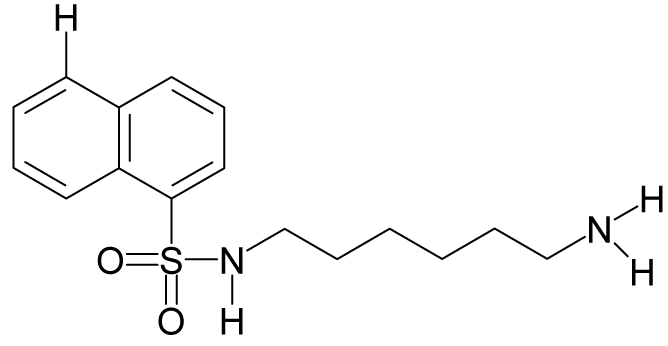
Struktur des wirkungslosen W5

 Das fast identische W5 (oder W-5), dem lediglich das Chlor-Atom am Naphthalin-Gerüst fehlt, besitzt keinerlei hemmende Wirkung auf Calmodulin.
Eine Großzahl von Calmodulin-Antagonisten wird für biochemische Untersuchungen von Calcium-CaM-abhängigen Signalwegen von Tieren und Pflanzen verwendet, darunter W7, Trifluoperazin (TFP), Calmidazoliumchlorid und Fluophenazin-N-2-chlorethandihydrochlorid (SKF-7171). So wurde etwa gezeigt, dass viele dieser Stoffe die langsam aktivierten Ionenkanäle in pflanzlichen Vakuolen hemmen. In der biochemischen Zellforschung werden Konzentrationen im Bereich von 250 bis 600 μM (gelöst in 0,1%igem DMSO-Wasser-Gemisch) eingesetzt. Der verwandte Stoff N-(6-aminohexyl)-1-Naphthalinsulfonamid (W5, W-5) wird meist als Negativkontrolle für W7-abhängige CaM-Inhibitionsexperimente genutzt.